# Championnat du Brésil de football de deuxième division 1995
Navigation
Serie B 1994 Serie B 1996
La saison 1995 de Série B est la seizième édition du championnat du Brésil de football de deuxième division, qui constitue le deuxième échelon national du football brésilien. 

## Compétition
Cette année 24 équipes participent au championnat, en fin de saison les deux premiers sont promus en  championnat du Brésil 1996.
Au premier tour les équipes sont réparties dans 4 groupes de six équipes. Les équipes se rencontrent deux fois, les quatre premiers de chaque groupe se qualifient pour le tour suivant. Les deux équipes avec le moins de points sont reléguées en Serie C.
Au deuxième tour, les équipes sont réparties en 4 groupes de 4, les premiers de groupes participent au tour final.
Le premier du tour final est déclaré champion de deuxième division et est promu en championnat du Brésil 1996 avec le vice-champion.

### Tour final
| Rang | Équipe             | Pts | J | G | N | P | Bp | Bc | Diff |
| ---- | ------------------ | --- | - | - | - | - | -- | -- | ---- |
| 1    | CA Paranaense      | 13  | 6 | 4 | 1 | 1 | 8  | 5  | +3   |
| 2    | Coritiba FC        | 11  | 6 | 3 | 2 | 1 | 15 | 6  | +9   |
| 3    | Mogi Mirim EC      | 7   | 6 | 2 | 1 | 3 | 8  | 9  | -1   |
| 4    | Central Sport Club | 3   | 6 | 1 | 0 | 5 | 6  | 17 | -11  |

CA Paranaense gagne son premier titre de champion de deuxième division et est promu en championnat du Brésil 1996 avec le vice-champion Coritiba FC.